# Mayo Déo
Mayo Déo är ett vattendrag i Kamerun.   Det ligger i regionen Norra regionen, i den norra delen av landet, 500 km norr om huvudstaden Yaoundé.